# Конструкційна сталь

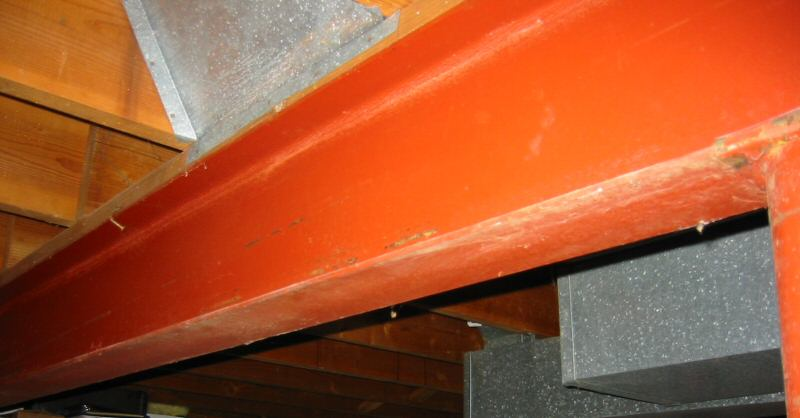
Двотаврова балка з конструкційної сталі використовується для підтримання дерев'яних балок у будинку

Конструкці́йна сталь (англ. structural steel) — це сталь, яка застосовується для виготовлення різних деталей, механізмів і конструкцій в машинобудуванні та будівництві й характеризується певними механічними, фізичними і хімічними властивостями. Конструкційні сталі поділяються на декілька видів, кожен з яких складається з груп або категорій.

## Класифікація конструкційних сталей

### За показниками якості
Якість конструкційних вуглецевих сталей визначається наявністю в сталі шкідливих домішок фосфору (P) і сірки (S). Фосфор додає сталі холодноламкості (крихкість). Сірка (найшкідливіша домішка) — додає сталі червоноламкості. Вміст шкідливих домішок залежності від групи якості для конструкційних сталей такий:
- Звичайної якості (ДСТУ 2651:2005/ГОСТ 380–2005, ISO 1052—82)[1] — P і S до 0,05% (маркування Ст за ДСТУ або Fe за ISO).
- Якісна — P і S до 0,035% (маркування Сталь).
- Високоякісна — P і S до 0,025% (маркування А в кінці марки).
- Особливо високоякісна — Р і S до 0,015% (маркування Ш в кінці марки).

### За ступенем легування
За ступенем легування конструкційні сталі поділяються на: вуглецеві і леговані.

### За призначенням
Конструкційні сталі класифікуються за призначенням на:
- будівельні (арматурні);
- машинобудівні, які, у свою чергу, поділяються на групи:
  - загального призначення
  - спеціального призначення (високоміцні, ресорно-пружинні, теплостійкі, підшипникові тощо).

### За сортаментом
За сортаментом конструкційна сталь буває:
- гарячекатаною круглою згідно ДСТУ 4738:2007/ГОСТ 2590-2006[2];
- гарячекатаною квадратною згідно ДСТУ 4746:2007/ГОСТ 2591-2006[3];
- гарячекатаною шестигранною згідно ДСТУ 4737:2007/ГОСТ 2879-2006[4];
- гарячекатаною смуговою згідно ДСТУ 4747:2007/ГОСТ 103-2006[5];
- кованою круглою і квадратною за ГОСТ 1133-71[6];
- арматурною з гладким і періодичним профілем згідно ДСТУ 3760-98[7].

## Конструкційні вуглецеві сталі звичайної якості
Широко застосовуються при виготовленні конструкцій масового призначення в будівництві та машинобудуванні, як відносно дешеві, технологічні і що характеризуються необхідними властивостями. В основному ці сталі використовують в гарячекатаному стані без додаткової термічної обробки з феритно-перлітною структурою.
Залежно від подальшого призначення конструкційні вуглецеві сталі звичайної якості поділяють на три групи: А, Б, В.

### Сталі групи А
Постачаються з певними регламентованими механічними властивостями. Їх хімічний склад не регламентується. Ці сталі застосовуються в конструкціях, вузли яких не піддаються гарячій обробці — куванням, гарячому штампуванню, термічній обробці і т. д. У зв'язку з цим механічні властивості гарячекатаної сталі зберігаються.

### Сталі групи Б
Постачаються з певним регламентованим хімічним складом, без гарантії механічних властивостей. Ці сталі застосовуються у виробах, що піддаються гарячій обробці, технологія якої залежить від їх хімічного складу, а кінцеві механічні властивості визначаються самою обробкою.

### Сталі групи В
Постачаються з регламентованими механічними властивостями і хімічним складом. Ці сталі застосовуються для виготовлення зварних конструкцій. Їх зварюваність визначається хімічним складом, а механічні властивості поза зоною зварювання визначені в стані постачання. Такі сталі застосовують для відповідальніших деталей.
За ступенем розкислення вуглецеві сталі звичайної якості поділяються на спокійні (сп), напівспокійні (пс), киплячі (кп). Ступінь розкислення визначається вмістом кремнію (Si) у цій сталі:
- спокійні — 0,12…0,3% (Si),
- напівспокійні — 0,05…0,17% (Si),
- киплячі — менше 0,07% (Si).

### Маркування
Основні марки конструкційних вуглецевих сталей звичайної якості: Ст0, Ст1кп, Ст1пс, Ст1сп, Ст2кп, Ст2пс, Ст2сп, Ст3кп, Ст3пс, Ст3сп, Ст3Гпс, Ст3Гсп, Ст4кп, Ст4пс, Ст4сп, Ст5пс, Ст5сп, Ст5Гпс, Ст6пс, Ст6сп.
- Ст — показує, що сталь звичайної якості.
- Перша цифра — номер за ДСТУ 2651:2005 (від 0 до 6) марки, залежить від хімічного складу сталі (збільшення номера від 1 до 6 означає підвищення вмісту вуглецю в сталі від 0,06…0,12% до 0,38…0,49%, для сталі Ст0 вміст вуглецю не більше 0,23%).
- Буква Г після першої цифри — підвищений вміст марганцю (Mn) (служить для підвищення прогартовуваності сталі).
- сп; пс; кп — ступінь розкиснення сталі.

## Вуглецева якісна конструкційна сталь
Металопрокат з вуглецевої якісної конструкційної сталі виробляється згідно з ДСТУ 7809:2015.
Вуглецева якісна конструкційна сталь поділяється на категорії:
- машинобудівну — 08, 10, 20, 25, 30, 35, 40, 45, 50, 55, 58, 60;
- автоматну — А12, А20, А30[9];
- котельну — 15К, 16К, 18К, 20К[10].

У позначенні марки сталі цифри означають середній вміст вуглецю в сотих частках відсотка. Машинобудівні конструкційні сталі використовуються для виготовлення деталей машин, конструкцій приладів. Автоматні конструкційні сталі використовуються для невідповідальних деталей масового виробництва (дрібне кріплення тощо), що виготовляються на верстатах-автоматах. Котельні конструкційні сталі використовуються для виготовлення котлів та посудин, що працюють під тиском і при температурах до 450 °C.

## Низьколегована якісна конструкційна сталь
Низьколегована якісна конструкційна сталь виробляється згідно з ДСТУ 8541:2015
Приклади марок низьколегованої сталі: 09Г2, 09Г2С, 10ХСНД, 17Г1С, 16Г2АФ і т. д. Марки низьколегованої сталі 10ХНДП, 15ХНДП, 10ХСНД, 15ХСНД є атмосферо- корозієстійкими (АКС), товщина металоконструкцій з АКС за 20-30 років роботи зменшується у 2-3 рази повільніше, ніж товщина конструкцій зі звичайної вуглецевої сталі.
Низьколегована якісна конструкційна сталь використовується для виготовлення корпусів вагонів (залізничних, метро, трамваю), тримальних конструкцій локомотивів, сільськогосподарських та інших польових машин, інженерних споруд, що працюють в умовах змінних динамічних навантажень та сезонних і добових теплозмін.

## Легована якісна конструкційна сталь
Легована якісна конструкційна сталь випускається за ДСТУ 7806:2015.
Залежно від хімічного складу і властивостей легована конструкційна сталь поділяється на категорії:
- якісну (без літер) — 15Х, 20ХН, 12ХН2, 18ХГТ, 45Х, 40ХН, 40ХС;
- високоякісну А — 25ХГСА, 35ХГСА, 38ХА, 18Х2Н4МА, 36Х2Н2МФА;
- особливо високоякісну Ш — 30ХГС-Ш, 30ХГСА-Ш.

У позначенні марки дві перші цифри вказують середній вміст вуглецю в сотих частках відсотка. Цифри, що стоять після букв вказують приблизний зміст легувального елемента в цілих одиницях. Відсутність цифри означає, що зміст цього елементу до 1,5% (за верхньою межею). Легована конструкційна сталь використовується для виготовлення різних відповідальних деталей: втулок, шестерень, обойм, гільз, дисків, плунжери та інших деталей, до яких ставляться вимоги високої поверхневої твердості.

## Теплостійка якісна конструкційна сталь
Теплостійка якісна конструкційна сталь виготовляється згідно з ГОСТ 20072-74.
Марки теплостійкої конструкційної сталі: 12МХ, 12Х1МФ, 25Х1МФ, 25Х2М1Ф, 20Х3МВФ, 15Х5М, 15ХМ.
Теплостійка якісна конструкційна сталь використовується для виготовлення деталей, що працюють в навантаженому стані при температурі до 600 °C протягом тривалого часу.

## Підшипникова якісна конструкційна сталь
Підшипникова якісна конструкційна сталь випускається згідно з ГОСТ 801-78.
Марки підшипникової конструкційної сталі: ШХ15, ШХ4, ШХ15СГ, ШХ20СГ.
У позначенні марок конструкційної сталі літери і цифри означають: Ш — підшипникова; Х — легована хромом; цифра — вміст хрому (в цілих процентах), СГ — легована кремнієм і марганцем.
Також є підшипникова сталь згідно ДСТУ ISO 683-17:2008. Марок: 100CrMo7; 19MnCr5; 70Mn4; X108CrMo17; 80MoCrV42-16 і т.д.
Підшипникова конструкційна сталь використовується для виготовлення деталей, що працюють під впливом зосередженого навантаження і змінних напружень, що виникають в зоні контакту кульок і роликів з біговими доріжками кілець підшипників кочення.

## Ресорно-пружинна якісна конструкційна сталь
Ресорно-пружинна якісна конструкційна сталь випускається згідно з ДСТУ 8429:2015.
Марки ресорно-пружинної якісної конструкційної сталі: 65, 70, 75, 85, 60Г, 65Г, 55С2, 60С2, 60С2А, 70С3А, 55ХГР, 50ХФА, 60С2ХА, 60С2ХФА, 65С2ВА і т. д.
Ресорно-пружинна якісна конструкційна сталь використовується для виготовлення пружин, ресор, гнучких мембран, сильфонів чи аналогічних деталей.